# Krzysztof Morawiec
Krzysztof Morawiec (ur. 23 kwietnia 1974 w Rudzie Śląskiej) – polski koszykarz, reprezentant Polski U-19.

## Osiągnięcia
Drużynowe
- Finalista Pucharu Polski (1999)

Indywidualne
- Lider I ligi w skuteczności rzutów za 3 punkty (2011 – 42,7%)[2]